# László Beleznai
László Beleznai (Budapest, 16 novembre 1891 – Budapest, 23 marzo 1953) è stato un nuotatore, pallanuotista e allenatore di pallanuoto ungherese.
È stato un giocatore ungherese di pallanuoto e nuotatore che ha partecipato alle Olimpiadi estive del 1912.
Inoltre era un membro della staffetta ungherese 4x200 metri stile libero , che si è qualificata per la finale, ma non ha gareggiato. Nei 100 metri stile libero si è qualificato per i quarti di finale, ma non ha nemmeno gareggiato.